# Джозеф Корнелл
Джозеф Корнелл (Joseph Cornell; 24 грудня 1903 — 29 грудня 1972) — американський художник, скульптор, кінорежисер. Один із піонерів і найвидатніших представників так званого асамбляжу. Також був режисером авангардиського експериментального кіно.

## Біографія
Джозеф Корнелл народився в Наяку у штаті Нью-Йорк. Його батько Джозеф Корнелл був заможним дизайнером і торговцем тканинами. Його мати, Гелен ТенБрок Стормс Корнелл, була вихователькою в дитячому садку. Джозеф мав трьох братів і сестер: Елізабет (нар. 1905), Гелен (нар. 1906) і Роберт (нар. 1910). Обоє батьків походили з відомих у суспільстві сімей з голландським корінням, які довго проживали в північній частині штату Нью-Йорк. На початку 1958 року Джозеф Корнелл потрапив у автомобільну аварію, внаслідок чого став недієздатним.

## Скульптураіколаж
Найбільш характерними роботами Корнелла були набори предметів, що містилися в коробках. Вони складаються з простих коробок, як правило, зі склом на передній частині, всередині якої розташована дивовижна колекція фотографій або вікторіанський брік-а-брак, який поєднує формальну строгість конструктивізму з фантазією сюрреалізму. Багато коробок, таких як знаменита Коробка ігрових автоматів Медічі, є інтерактивними та створені для маніпулювання ними.
Як Курт Швіттерс, Корнелл міг створювати поезію з повсякденних тем. Однак, на відміну від Швіттерса, його захоплювали не викинуті речі чи мотлох, а радше фрагменти колись красивих і дорогоцінних предметів, які він знаходив під час своїх частих пошуків у книгарнях і комісійних магазинах Нью-Йорка. Його скриньки базувалися на сюрреалістичній техніці ірраціонального зіставлення та викликах ностальгії. Хоча Корнелл захоплювався роботами та прийомами сюрреалістів, таких як Макс Ернст і Рене Магрітт, він ніколи не вважав себе сюрреалістом; він відмовився від «чорної магії» сюрреалістів, проголосивши, що він бажав лише виконувати білу магію своїм мистецтвом. Слава Корнелла як провідного американського сюрреаліста дозволила йому спілкуватися з різними членами сюрреалістичного руху, коли вони оселилися в Сполучених Штатах, тікаючи від Другої світової війни. Пізніше його прославлять як вісника поп-арту та мистецтва інсталяції.
На додаток до створення коробкових і плоских колажів і зйомок короткометражних художніх фільмів, Корнелл мав систему класифікації зі 160 візуальних документальних репортажів на теми, які його цікавили; вони служили сховищами, з яких він черпав дані та натхнення для коробок, таких як Портрет Лорен Беколл «Ігрові автомати». Він не мав академічної освіти в мистецтві, хоча вчився дуже добре і познайомився з мистецькою сценою 1940-1960-х років.
На Корнелла вплинули американські трансценденталісти, молоді голлівудські зірки (яким він присвячував коробки), французькі символісти, такі як Стефан Малларме та Жерар де Нерваль, і великі артисти балету 19-го століття, такі як Марі Тальоні та Фанні Черріто.
Корнелла також захоплювали птахи, тому він створив «Вольєри» в середині 1940-х і на початку 1950-х років, у яких він поєднав дуже барвисті зображення птахів на холодному білому тлі.

## Експериментальні фільми
Колажний фільм Корнелла 1936 року під назвою «Роуз Гобарт» був зроблений шляхом склеювання фрагментів старих фільмів, які Корнелл знайшов на складах у Нью-Джерсі, переважно з фільму 1931 року під назвою «На схід від Борнео». Корнелл грав композицію Нестора Амарала під назвою «Канікули в Бразилії» під час спорадичних показів, а також був схильний проєктувати фільм крізь шматок синього скла або фільтр, надаючи фільму вигляду мрії. Зосереджуючись на манерах і виразах Роуз Гобарт (зірки оригінального фільму), монтаж мрії Корнелла, здається, існує у формі, яка пливе аж до найразючішого кадру фільму наприкінці, коли знімається сонячне світло. Затемнення накладається на білу кулю, що падає в уповільненій зйомці у відро з водою.
Прем'єра фільму Корнелла відбулася в галереї Жульєна Леві в грудні 1936 року під час першої виставки сюрреалістів у Музеї сучасного мистецтва в Нью-Йорку. Сальвадор Далі, який був у Нью-Йорку на відкритті MoMA, відвідав свій перший показ. Під час показу Далі дуже розлютився на фільм Корнелла, сказавши, що у нього така ж ідея поєднання техніки колажу для зйомок. Після показу Далі сказав Корнеллу, що він повинен зосередитися на створенні коробок і більше не знімати фільми. Травмований цим зауваженням Корнелл, який був за своєю природою сором'язливим, практично більше не показував свої фільми.
Джозеф Корнелл продовжував експериментувати з кіно до своєї смерті в 1972 році. Хоча його ранні фільми часто були короткометражними колажами, його пізніші роботи включали сцени та матеріали, спеціально зняті для нього професійними режисерами, які співпрацювали з ним. Дія цих пізніших фільмів часто відбувалася в улюблених районах і місцях Нью-Йорка Корнелла: Малберрі-стріт, Браянт-парк, Юніон-сквер-парк і залізниця Третьої авеню.
У 1969 році Корнелл передав колекцію фільмів Anthology Film Archives у Нью-Йорку, яка включала фільми його власного виробництва та фільмів інших режисерів.